# Exeter (Nebraska)
Exeter es una villa ubicada en el condado de Fillmore en el estado estadounidense de Nebraska. En el Censo de 2010 tenía una población de 591 habitantes y una densidad poblacional de 360,48 personas por km².

## Geografía
Exeter se encuentra ubicada en las coordenadas 40°38′40″N 97°26′56″O / 40.64444, -97.44889. Según la Oficina del Censo de los Estados Unidos, Exeter tiene una superficie total de 1,64 km², de la cual 1,64 km² corresponden a tierra firme y (0%) 0 km² es agua.

## Demografía
Según el censo de 2010, había 591 personas residiendo en Exeter. La densidad de población era de 360,48 hab./km². De los 591 habitantes, Exeter estaba compuesto por el 98,65% blancos, el 0% eran afroamericanos, el 0,34% eran amerindios, el 0% eran asiáticos, el 0% eran isleños del Pacífico, el 0,68% eran de otras razas y el 0,34% pertenecían a dos o más razas. Del total de la población el 3,55% eran hispanos o latinos de cualquier raza.